# Konflikt
Konflikt (z lat. confligó, conflictum) je srážka či střet dvou nebo vícerých, do určité míry se vylučujících nebo protichůdných snah, sil, potřeb, zájmů, citů, hodnot nebo tendencí, případně aktérů (jednotlivci, zájmové skupiny, instituce apod.). Konflikt nastává v případě, kdy se tito aktéři setkávají a činí rozhodnutí v rámci stejného systému nebo se musí dělit o společné zdroje.
Konflikt je také průvodním jevem sociálního života. Je nadčasovou kategorií, neboť je součástí
každého typu nám známých společností.

## Typy konfliktů
- názorový nebo mocenský
- vnitřní (intrapersonální, vnitřní dilema) nebo vnější (interpersonální)
- Konflikt antagonistický – konflikt vznikající na základě třídní společnosti, představuje střet zájmů sociálních tříd a skupin. Z marxistického pohledu je konflikt za daných výrobních vztahů nesmiřitelný.[1]
- Konflikt institucionalizovaný – typ konfliktu, ve kterém účastníci sledují konkrétní cíl. Konflikt probíhá podle daných společenských pravidel. Charakteristickým znakem je dlouhé trvání konfliktu, přičemž je společensky uznáván.
- Konflikt latentní – Konflikt je skrytý, není tedy veřejně rozpoznán ani uznáván, nemůže být řešen přípustnými prostředky, které by společnost přijímala.[1]
- Konflikt neformální – konflikt neřešený v rámci formálních instancí (úřad, soud atp.), Charakteristické pro tento konflikt je, že se neřídí pomocí postupů upravených pravidly.
- Konflikt potlačený – konflikt odehrávající se ve velmi propojené sociální skupině, kde není možné projevovat nepřátelské pocity otevřeně, na projev těchto pocitů se nahlíží jako na ohrožení skupiny. Členové skupiny musí tyto *pocity potlačovat, nicméně když se konflikt následně rozpoutá, objevuje se u účastníků nepřiměřená agresivita.[3]
- Konflikt pravý – zúčastněné strany používají konflikt k dosažení konkrétních cílů, konflikt končí až v době, kdy je dosaženo cílů, případně ekvivalentů cílů.
- Konflikt nepravý – Konflikt, ve kterém je alespoň pro jednu stranu konflikt samoúčelný, cílem konfliktu je uvolnit napětí.
- Konflikt sociální – konflikt, pro který je charakteristický protiklad zájmů, ze čehož vznikají spory mezi jednotlivci nebo skupinami. Sociální konflikt představuje spor mezi sociálními vrstvami či třídami, ve kterém se užívá nátlakových prostředků a bojů k dosažení vlastních cílů či odvrácení vlastní porážky. Vztahy mohou být v rámci sociálního konfliktu upraveny pravidly či dokonce zákony (příkladem může být konflikt zájmů zaměstnavatelů a zaměstnanců).

Příklady konfliktů
- konflikt vztahů – například manželský trojúhelník
- konflikt hodnot – spor mezi dvojí povinností nebo touhou;
- konflikt zájmů – mezi zájmem instituce a osoby, jež ji zastupuje
- konflikt informací – rozpor údajů nebo jejich interpretace
- konflikt strukturální – mocensky nevyvážené organizační struktury
- konflikt role – rozdílné definice role v závislosti na vztahu k nositeli

Konflikt bývá doprovázen nejistotou, nervozitou, strachem a může vést k frustraci i agresi. V konfliktu se mísí prvky věcné a iracionální. Pro vyřešení konfliktu je často nutné uvážit více alternativ.
Chování v otevřeném konfliktu
Otevřený konflikt dvou osob může vyvolat jednání, chování nebo reakce partnera, daná například:
- osobnostními dispozicemi
- aktuálním psychickým stavem
- frustrací, nesplněným očekáváním
- absencí alternativních voleb
- záměrem jako prostředek k získání převahy
- nedorozuměním, chybným chápáním chování, projevů, osobností partnera
- nezvládnutím aktuální role

Druhy motivačních konfliktů
- konflikt dvou pozitivních motivů – jedince lákají dva cíle, ale nelze se věnovat oběma (např. volba mezi dvěma televizními programy)
- konflikt dvou negativních motivů – buď splnit nepříjemný úkol nebo přijmout trest za jeho nesplnění
- konflikt mezi pozitivním a negativním motivem (např. dítě by rádo pohladilo psa, ale bojí se ho)
- dvojitý konflikt kladné a negativní motivace (dítě by chtělo vylézt na strom a bojí se, chce získat obdiv kamarádů, a zároveň se bojí nezdaru)

## Modely konfliktů
Při analýze textů týkajících se sociálního konfliktu můžeme narazit na řadu modelů. Můžeme
jimi rozumět popisy jevů, které uvádějí jejich prvky a vazby mezi nimi a splňují požadavek adekvátního výkladu zkoumaného jevu. Modely jsou tak zvláštním typem teorie. Pro porozumění konfliktu jsou důležité přinejmenším dvě třídy modelů: modely strukturální a modely fázové neboli vývojové.

### Model strukturální
Ten operuje s nejdůležitějšími
prvky zkoumaného jevu. Takovým modelem je například souhrn
vlastností, které jsou identifikovatelné v případě všech
konfliktů. Jsou jimi:
- předmět sporu
- charakteristiky konkrétních 	stran
- vztahy mezi konfliktními stranami
- sociální kontext konfliktu
- prostředky použité v konfliktu
- efekty konfliktu.[5]

### Model fázový
Fázový nebo také vývojový model
konfliktu říká, jakými fázemi by mohl studovaný konflikt
procházet. Tyto modely nabývají tří forem:
a) eskalace a deeskalace- je
model konfliktního chování, ve kterém po sobě ve spirále
následují podmínky konfliktu, manifestace konfliktu, eskalace,
deeskalace, ukončení konfliktu a jeho důsledky. V průběhu
eskalace a deeskalace se proměňuje mnoho skutečností a konflikt
se tak nikdy nevrací do podmínek, které existovaly v okamžiku
jeho vypuknutí. Model nepočítá s eventualitou, že může dojít
k návratu z určité fáze do fáze předcházející, tedy např. z
deeskalace bez ukončení konfliktu do jeho eskalace.
b) eskalace- je model, který
pracuje s třemi hlavními stupni, přičemž v rámci každého
hlavního stupně existují tři specifické stupně. Tento model
počítá se vzájemným zničením soupeřů a tedy v určitých
situacích s nevratností konfliktních procesů
c) deeskalace- je soubor propojených procesů, jež znamenají redukci přinucení, tenze,
strachu atd. Vychází z přesvědčení, že usmiřování není jednoduše opakem přinucení. Deeskalační proces obsahuje následující fáze:
- otevření nového kanálu komunikace
- změna rétoriky v popisu konfliktního systému
- odstranění nebo změna přinucení, limitů nebo sankcí
- změna statusu hlavních zadržených
- výměna vůdců nebo hlavních úředníků, především jestřábů
- veřejné uznání určité odpovědnosti za existenci a pokračování konfliktu
- uznání existence soupeře a práva jeho vůdců reprezentovat skupinu
- modifikace nebo změna ideologických aspektů ospravedlňujících opuštění cílů 	sporu nebo násilných akcí
- časově omezené odstoupení od násilných akcí
- připuštění participace v neformálních diskuzích o řešení předmětu konfliktu

Uvedené modely jsou východiskem pro analýzy konfliktních událostí nebo našeho vědění o konfliktu.
Před započetím zkoumání se musí každý sociolog rozhodnout, jaký model zvolit, a posoudit, zda jeho volba odpovídá předmětu výzkumu.